# Георг Вильгельм Ганноверский (1880—1912)
Георг Вильгельм Кристиан Альбрехт Эдуард Александр Фридрих Вальдемар Эрнст Адольф Ганноверский (нем. Georg Wilhelm Christian Albrecht Eduard Alexander Friedrich Waldemar Ernst Adolf; 28 октября 1880, Гмунден, Верхняя Австрия — 20 мая 1912, Nackel, Бранденбург) — второй ребёнок и старший сын кронпринца Эрнста Августа II Ганноверского и принцессы Тиры Датской.

## Жизнь
Георг Вильгельм служил капитаном 42-го полка в Австрии. 8 июня 1910 года король Великобритании Георг V сделал его почётным рыцарем Королевского Викторианского ордена. Принц погиб в автомобильной аварии 20 мая 1912 года в возрасте 31 года в Наккеле, Бранденбург, Германия. Он ехал на похороны своего дяди короля Дании Фредерика VIII, когда машину неожиданно занесло на недавно проложенном дорожном покрытии. На момент смерти Георг Вильгельм не был женат и не имел детей.